# Skatvik
Skatvik est une localité du comté de Troms, en Norvège.

## Géographie
Administrativement, Skatvik fait partie de la kommune de Tranøy.